# 홍콩 지하철 메트로 캠멜 전동차 (직류)
메트로 캠멜 전동차(중국어 정체자: 港鐵市區綫現代化列車, 영어: Metro Cammell EMU, R-트레인 또는 1141B라고도 부름)는 홍콩의 지하철 노선 가운데 가장 오래된 통근형 전동차이다. 총 768대의 차량이 영국 메트로-캠멜에 의해 제작되었고 1998년부터 유나이티드 고니난(United Goninan)에 의해 개조되었다.

## 현황

### 도시철도 차량
M-트레인은 이후 출시된 C-Train 및 이전 KCR 차량과 함께 각 차량의 양쪽에 5개의 두문이 미닫이문이 있다. 이는 플러그 도어를 사용하는 K-Stock과 A-Stock과 반대되는 것이다. 현재 췬완선과 공도선을 중심으로 운행하고 있으며, 군통선과 정관오선에도 운행하고 있다. 각 차량은 차체 패널의 폭이 3200 mm, 바닥에서 레일까지의 높이가 1100 mm, 지붕에서 레일까지의 높이가 3910 mm이다.
개조 과정에는 외관을 현대화하기 위해 외관의 유리 섬유를 변경하고 첨단 디지털 음성 안내방송(DVA)과 승객 정보 시스템을 설치하는 것이 포함되었다. 유나이티드 고니난은 이후 MTR 차량 유지 계약을 체결했다. 이러한 진보는 2001년 말까지 M-Stock에 통합되지 않았다.
운행 열차는 1.0 m/s2 (3.3 ft/s2) (3.6 킬로미터 매 시 매 초 or 2.24 마일 매 시 매 초)의 가속도를 가지며, 제동 장치는 상용에서는 1.0 m/s2 (3.3 ft/s2) (3.6 킬로미터 매 시 매 초 or 2.24 마일 매 시 매 초)의 감속도로 회생 제동과 공기 제동이 혼합되며, 비상에서는 1.4 m/s2 (4.6 ft/s2) (5.04 킬로미터 매 시 매 초 or 3.13 마일 매 시 매 초)의 감속도로 공기 제동이다. M-Stock의 최고 속도는 90km/h이며, 영업시 80km/h로 제한된다. 열차는 무인 운전도 가능하나, 통상시 무인 운전을 하지는 않는다. 기본 현가장치는 쉐브론 스프링이고 보조 현가장치는 에어백이다. 견인장치는 GTO 초퍼 제어를 통해 이루어진다. 각 차량에는 45개의 좌석이 있으며 268명의 입석 승객을 수용할 수 있으며 휠체어를 위한 공간이 있다.
열차의 내부 및 외부 기능을 업데이트하여 보다 현대적인 느낌을 줄 또 다른 보수 공사(계약 C1066-13E)가 계획되었다. 그러나, 그들의 퇴역과 완전한 교체가 임박한 상황에서 차량 철수 전에 이런 일이 일어나지 않을 것으로 보고 있다.

### 디즈니선 차량
2005년에 디즈니선이 개통되었을 때, 일부 중고 M-트레인 차량들이 개조되어 노선에 배정되었다. MTR은 디즈니 테마를 염두에 두고 설계된 노선에 기존의 M-트레인을 재장착하여 새로운 무인 열차를 설계하였다. 미키 마우스와 도널드 덕과 같은 잘 알려진 디즈니 캐릭터의 동상들이 기차 안에 설치되어 있다. M-트레인의 A/C274호, A/C281호, A/C284호, A/C289호, A/C291호, B/C490호는 디즈니선에 배정되어 새로운 열차로 완전히 개조되었다.
디즈니랜드선 열차는 본선 열차에 비해 큰 차이가 있다.
- B/C490의 경우, 운전석이 B차에 추가된다.
- 열차 객차는 한 면당 3개의 출입문, 한 칸당 총 6개의 출입문이 있다.
- 열차 출입문은 공기구동식 대신 전동식을 사용한다.

각 차량의 폭은 차체 패널에 걸쳐 3,200 mm (10 ft 5.98 in), 궤도에서 내부 바닥까지의 높이는 1,100 mm (43.31 in), 궤도에서 지붕까지의 높이는 3,910 mm (12 ft 9.94 in)이다.
영업 열차의 가속도는 1.0 m/s (3.3 ft/s) (3.6 킬로미터 매 시 매 초 or 2.24 마일 매 시 매 초)이고, 상용 제동은 1.0 m/s (3.3 ft/s) (3.6 킬로미터 매 시 매 초 or 2.24 마일 매 시 매 초), 1.4 m/s (4.6 ft/s) 5.04 킬로미터 매 시 매 초 or 3.13 마일 매 시 매 초의 air brake이다. M-Stock의 최대 속도는 80 km/h (50 mph)이며 일반적으로 무인 운전을 행하고 있다.  그러나 기관사의 운전실 구역은 그대로 유지되어 열차 끝의 유리창을 통해 볼 수 있다.
1차 suspension은 셰브론 스프링, 2차 suspension은 에어백이다. Traction 시스템은 GTO 초퍼 제어를 통해 이루어진다.

## 유형
M-트레인은 아래의 6가지 종류의 차량으로 나뉜다.
- CM-Stock - 수정된 초기 시스템 차량 (A/C101-170, B/C401-435)
- CT-Stock - 수정된 췬완선 차량 (A/C171-247, B/C436-458, 460-479)
- I-Stock - 공도선 차량 (A/C248-256, B/C459)
- G-Stock - Eastern Harbour Tunnel 연장선 열차 (A/C257-269, B/C480-485)
- H-Stock - 신호체계 개조용 열차[3] (A/C270-291, B/C486-496)
- Q-Stock - 모든 D차 (아래 참조) (D601-788)

M-Stock과 T-Stock 열차는 1992년부터 1995년까지 캠샤프트에서 초퍼로 변경되어 현재는 CM-Stock과 CT-Stock으로 불린다. 모든 I-Stock 열차는 공도선에 속하지만, G-Stock, Q-Stock, H-Stock 열차는 각각 군통선, 정관오선, 디즈니선에 속한다.
영업운행의 M-트레인의 구성은 (상행 방향) A-C-D-C-B-D-C-A (8량 편성) 또는 (상행 방향) A-C-C-A (4량 편성, 현재 운행없음)이다. 한때 모든 전동차 A-C-C-B-C-C-C-A("solid train"라고도 함)를 갖춘 열차가 있었지만, 디즈니선 열차에서 편성 해체되었다. A/C274, A/C281, A/C284, A/C289, A/C291, B/C490은 디즈니선에 배정되어 새로운 열차로 완전히 개조되었다(아래 참조).

### 도입 역사

#### 1차 도입분
MTRC는 1976년 7월 메트로-캠멜에 첫 열차 발주를 하였으며, 처음에는 140대의 철도 객차를 주문했다. M-Stock 열차(현재의 CM-Stock 열차)는 MTR이 발주한 첫 번째 열차이다. 1979년부터 1982년까지 인도되었으며 1992년부터 1995년까지 견인 시스템이 캠샤프트에서 GTO 초퍼로 변경되었다. 군통선에서 운행했다.

#### 2차 도입분A
T-Stock 열차(현재의 CT-Stock 열차)는 MTR이 주문한 두 번째 열차이다. 1982년부터 1985년까지 배송되었으며 1992년부터 1995년까지 견인 시스템이 GTO 초퍼로 변경되었다. 이 열차는 췬완선에서 운행했다.
A/C182만 이전의 견인 시스템을 교체했다. 1983년에 캠샤프트에서 RCT 초퍼로 변경되었다가 1987년에 GTO 초퍼로 변경되었다.

#### 2차 도입분B
세번째 열차인 I-Stock 열차는 1981년 MTRC가 계획한 공도선을 위해 주문하였다. 1985년부터 1986년까지 납품되어 공도 선에 운행되었다.
B/C459는 1987년까지 캠샤프트를 사용했다. 그러나, 다른 모든 열차들은 RCT 초퍼를 사용했고, B/C459의 부품은 A/C182에서 왔다.

#### 2차 도입분C
G-Stock 열차는 군통선의 Eastern Harbour Crossing(2002년 정관오선의 일부가 됨) 연장을 위해 건설되었으며 1988년부터 1989년까지 납품되어 군통선에서 운행되고 있다. 그러나 2017년 12월부터 췬완 선으로 이전하였다. 1989년 GEC-알스톰에 인수되기 전까지 메트로-캠멜이 제조한 MTR M-트레인의 마지막 유형이었다.

#### 3차 도입분
MTRC는 1992년 3월 64대의 신형 철도 차량(동력차 48대, 무동력차 16대)에 24대의 객차를 추가로 선택할 수 있는 계약을 체결했다. 이 부품들은 메트로-캠멜에 의해 부품으로 전달되었으며, 가우룽완 차량사업소에서 최종 조립이 수행되었다. H-Stock 열차는 1994년부터 1998년까지 납품되었으며, 일부 열차는 디즈니선(남은 열차는 2002년부터 2010년까지 정관오 선에서, 그리고 2010년 4월부터 군통선에서 운행되었다. 그러나 2017년 12월부터 췬완 선으로 이전하였다.) 88대 객차는 현지의 가우룽완 차량사업소에서 제작되었다.

#### Q-Stock
Q-stock D차(무동력차) 장치의 첫 번째 배치(D601-706호 및 D707-724호)는 1984년부터 1985년까지 2A T-Stock(현 CT-Stock) 열차의 일부로 납품되었으며, 두 번째 배치(D725-752호)는 1985년부터 1986년까지, 세 번째 배치(D753-763호)는 1988-1989년에, 네 번째 배치(D764-788호)는 1994-1988년에 3단계의 일부로 납품되었다.
각 차량은 차체 패널 위로 너비는 3,200 mm (10 ft 5.98 in)), 바닥에서 궤도까지 높이는 1,100 mm (43.31 in), 루프에서 궤도까지 높이는 3,910 mm (12 ft 9.94 in)이다.

#### 잉여/폐차
잉여 차량은 B/C493과 D737이다. 이 열차에 사용되는 일부 유용한 부품은 다른 차량에 설치하기 위해 제거되었기 때문에 더 이상 사용되지 않을 수 있다.
퇴역/폐차량은 B/C459와 D652이다. B/C459는 2008년 A/C254의 전동기 부품 문제와 Phase 2B의 부품 부족으로 인해 운행을 중단하였고, B/C404는 A/C227 - A/C170(A/C227, 췬완 선의 A/C214와 함께)에서 B/C459를 인수하였다. 또한 D652는 2019년 중완 역 충돌사고로 심하게 파손되어 폐기되고 D784로 대체되었다.
원래의 잉여차량은 A/C115, A/C145, A/C273, B/C404, D784 등이었다.

## 편성
| M-트레인 차량 (일반)              | M-트레인 차량 (일반) | M-트레인 차량 (일반) | M-트레인 차량 (일반) | M-트레인 차량 (일반) | M-트레인 차량 (일반) | M-트레인 차량 (일반) | M-트레인 차량 (일반) | M-트레인 차량 (일반) |
| 편성 종류                         | 제어실               | 전동기               | 팬터그래프           | 전장                 | 전장                 | 생산량               |                      |                      |
| 편성 종류                         | 제어실               | 전동기               | 팬터그래프           | mm                   | ft in                | 생산량               |                      |                      |
| --------------------------------- | -------------------- | -------------------- | -------------------- | -------------------- | -------------------- | -------------------- | -------------------- | -------------------- |
| A형                               | ✓                    | ✓                    | ✗                    | 22,850               | 74 ft 11.6 in        | 191                  |                      |                      |
| B형                               | ✗                    | ✓                    | ✗                    | 22,000               | 72 ft 2.1 in         | 96                   |                      |                      |
| C형                               | ✗                    | ✓                    | ✓                    | 22,000               | 72 ft 2.1 in         | 287                  |                      |                      |
| D형 (무동력객차)                  | ✗                    | ✗                    | ✗                    | 23,160               | 75 ft 11.8 in        | 188                  |                      |                      |
| M-트레인 차량 (디즈니랜드 개조형) |                      |                      |                      |                      |                      |                      |                      |                      |
| 편성 종류                         | 제어실               | 전동기               | 팬터그래프           | 전장                 | 전장                 | 생산량               |                      |                      |
| 편성 종류                         | 제어실               | 전동기               | 팬터그래프           | mm                   | ft in                | 생산량               |                      |                      |
| P형                               | ✓                    | ✓                    | ✗                    | 22,850               | 74 ft 11.6 in        | 6                    |                      |                      |
| Q형                               | ✗                    | ✓                    | ✓                    | 22,000               | 72 ft 2.1 in         | 6                    |                      |                      |

## 대체
93 편성은 모두 2021~2023년경 퇴역된다. MTR은 당초 78 편성을 대차할 계획이었다. 그러나 2015년 7월 MTR은 CSR 칭다오 시팡이 2023년까지 모든 M-트레인을 대체하기로 한 93편성을 "가격 대비 더 나은 가치"라는 이유로 수주했다고 발표했다. 또한, 현재의 웨스팅하우스 신호 시스템은 서철선과 남공도선의 것과 유사하게 통신 기반 열차 제어(CBTC) 시스템을 위해 단계적으로 폐지된다. 그동안 M-트레인 중 36대는 탈레스에서 공급한 CBTC 장비를 장착해 대체열차가 인도되는 동안 임시조치로 췬완선에 사용됐다.

## 사진첩

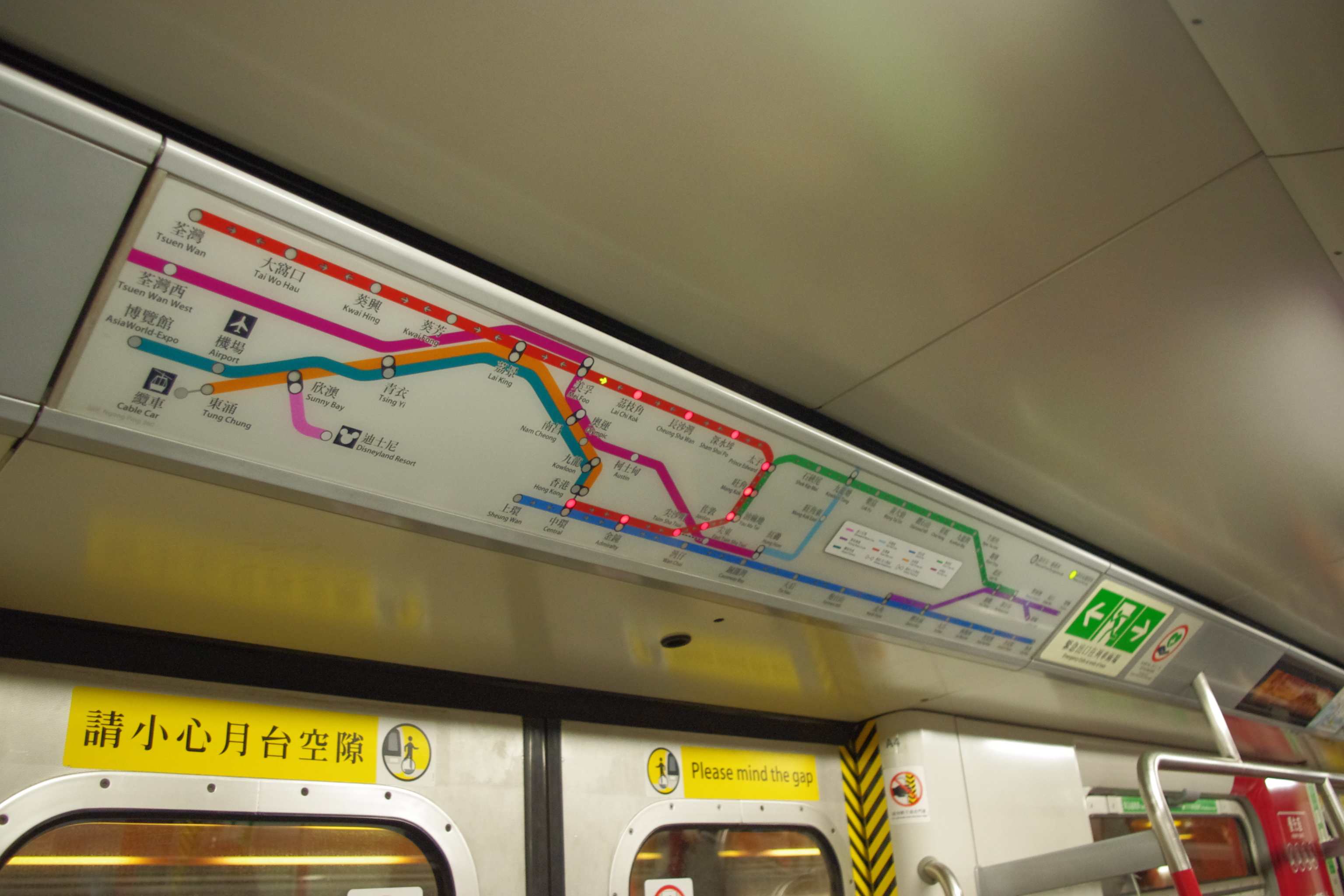
2007년 이전 MTR 전자노선도. 주행 방향, 정차역, 환승역,출입문 개폐 방면이 LED로 표시된다.
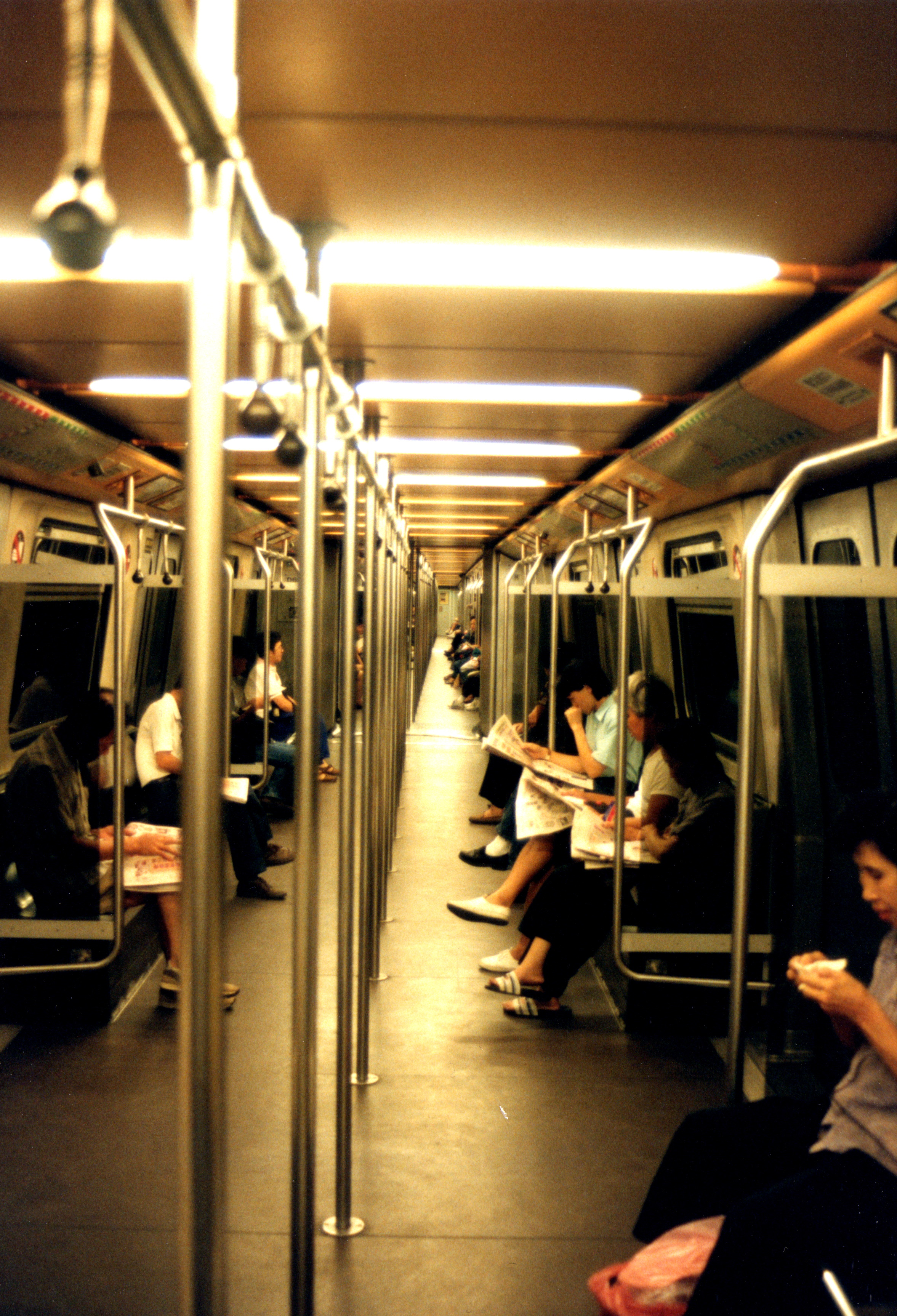
1991년에 촬영된 M-트레인의 내부.